# Pastís de Savoia
El pastís o bescuit de Savoia és un pastís d'origen savoià, elaborat al S. XIV per al comte Amadeu VI de Savoia que va rebre l'emperador.
El pastís de Savoia vindria d'una recepta elaborada, al S. XIV, a l'època del comte Amadeu VI. La creació s'atribueix de vegades a Pierre de Yenn, el cap de cuina del comte abans del 1343. En efecte, la ciutat de « Yenne reivindica la creació d'una darreria que remunta a Pierre de Yenne, bastard d'Amadeu ». Tanmateix, altres fonts indiquen que el cuiner i mestre cóc del comte va ser Jean Belleville o Jean de Belleville, originari de Tarentaise, i l'autor de la recepta, de 1348 a 1367.
El pastís hauria estat presentat a l'Emperador, probablement Carles IV, quan passava per Savoia entre 1373 i 1383, quan va entrar al pati del castell o en un banquet en aquest mateix pati. També hi ha la data de 1365. El pastís hauria tingut la forma del Ducat de Savoia, amb les seves muntanyes i valls, tot coronat per una corona imperial.
La mateixa presentació en forma de pastís -o paté- que representava el territori savoià i els seus castells va ser feta pel cuiner del comte de Savoia, Morel, i va servir a l'emperador, que va fer comte Amdedeu VIII, vicari del Sant Imperi i sobretot erigir el comtat en el Ducat de Savoia, el 19 de febrer del 1416. Morel s'hauria inspirat en el pastís del xef Jean de Belleville.

## Descripció

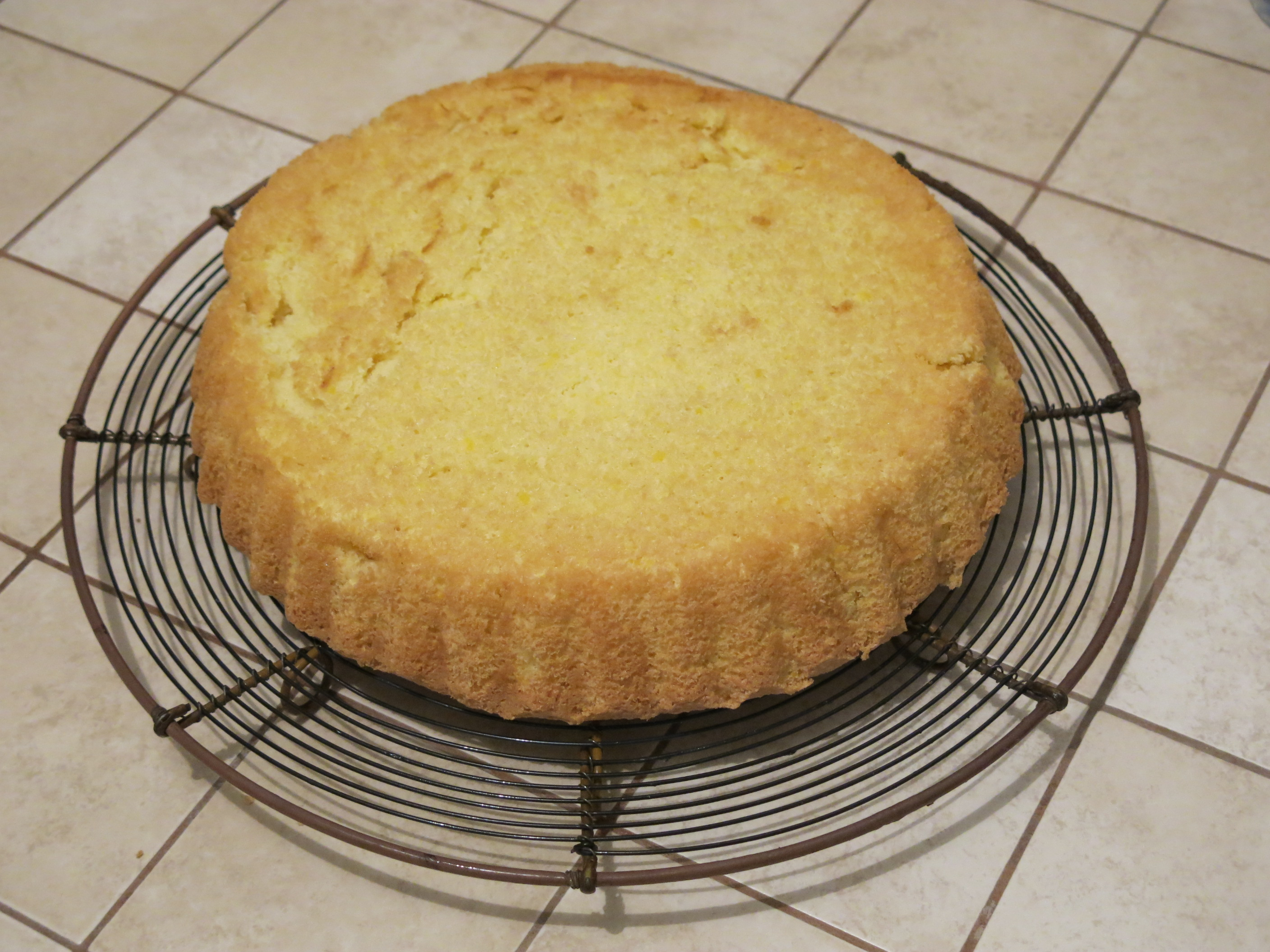
Pastís de Savoia

La historiadora local Marie-Thérèse Hermann recorda en les seves diverses obres els ingredients per a la preparació. Cal ous, sucre en pols, farina, fècula de blat de moro i pell de llimona ratllada.
El pastís de Savoia és un pastís molt airejat obtingut per la delicada incorporació de clares muntades que donen aquest costat suau, acompanyat d'una ratlladura d'agrums per a realçar el gust.